# بيسي كالندر
بيسي كالندر (بالإنجليزية: Bessie Callender)‏ هي رسامة أمريكية، ولدت في 1889، وتوفيت في 26 يونيو 1951 في نيويورك في الولايات المتحدة.